# Stela Joasza
Stela Joasza – kamienna płyta zawierająca pochodzącą rzekomo z IX wieku p.n.e. inskrypcję składającą się z 15 linijek tekstu zapisanego pismem paleohebrajskim, w której król Joasz zarządza naprawę Świątyni Jerozolimskiej uszkodzonej przez Babilończyków. Obecnie uznawana jest za fałszerstwo archeologiczne lub też określana jako półfałszerstwo (współcześnie wykonaną inskrypcję na starożytnej płycie). Pojawiła się ona poprzez anonimowego znalazcę w Jerozolimie w 2002 roku jako artefakt rzekomo pochodzący z IX wieku p.n.e., odnaleziony w trakcie nielegalnych wykopalisk prowadzonych na Wzgórzu Świątynnym.

## Okoliczności odkrycia
W prasie pojawiły się informacje o odkryciu przedmiotu rzekomo potwierdzającego wydarzenia biblijne z IX wieku p.n.e. Jednak tajemnicze okoliczności odkrycia wzbudziły wątpliwości badaczy. Pomimo opinii części badaczy wskazujących na ogromne znaczenie obiektu, Muzeum Ziemi Izraela nie wyraziło zainteresowania nabyciem tego artefaktu.
Autentyczność obiektu potwierdzili geolodzy Shimon Ilani, Amnon Rosenfeld i Michael Dvorachek z Geological Survey of Israel w Jerozolimie, opierając się na znalezieniu na powierzchni płyty drobin złota, które jakoby miały się pojawić w trakcie pożaru Świątyni Salomona uszkodzonej przez Babilończyków. Jednak analiza kształtu liter oraz słownictwo napisu spowodowały, że specjaliści od starożytnych zabytków ocenili inskrypcję jako fałszerstwo. Podobne wnioski przyniosły badania laboratoryjne.

## Tekst inskrypcji
Inskrypcja zawiera 15 linijek tekstu, częściowo uszkodzonych. Tekst jest spisany pismem paleohebrajskim a wyrazy są oddzielone kropkami. Nawiązuje on do treści z 2. Księgi Królewskiej 12:15,16, który przedstawia prace remontowe w świątyni Salomona nakazane przez króla Joasza. Transkrypcja w piśmie hebrajskim:

1. חזיהו . מ[
2. הדה . ואעש . את . הב[...]
3. ה . כאשר . נמלאה . נד
4. בת . לב אש . בארץ . ובמד
5. בר . ובכל . ערי . יהדה . ל
6. תת · כסף · הקדשם · לרב · 
7. לקנת · אבן · מחצב · ובר
8. שם . ונחשת . אדמ . לעשת .
9. במלאכה . באמנה . ואעש
10. את . בדק . הבית . והקרת ס
11. בב . ואת . היצע . והשבכ
12. ם . והלולם . והגרעת . וה
13. דלתת . והיה . הים . הזה
14. לעדת . כי . תצלח . המלאכה
15. יצו . יהוה . את . עמו . בברכה

Kamienną płytę oraz możliwe fałszerstwo łączy się z osobą Odeda Golana, inżyniera z Tel Awiwu i kolekcjonera antyków.